# Clinidae
Famille
Les Clinidae sont une famille de poissons d'eau de mer ou saumâtre de l'ordre des Blenniiformes. Ils sont répartis dans les eaux tempérées du monde entier ; la plupart sont endémiques d'Australie et d'Afrique du Sud, avec seulement quatre genres hors de ces deux pays.

## Liste des genres
Selon World Register of Marine Species (9 mars 2024) :
- Tribu Clinini 
  - Blennioclinus Gill, 1860
  - Blennophis Swainson, 1839
  - Cancelloxus Smith, 1961
  - Cirrhibarbis Valenciennes, 1836
  - Climacoporus Barnard, 1935
  - Clinoporus Barnard, 1927
  - Clinus Cuvier, 1816
  - Cologrammus Gill, 1893
  - Cristiceps Valenciennes, 1836
  - Ericentrus Gill, 1893
  - Fucomimus Smith, 1946
  - Heteroclinus Castelnau, 1872
  - Muraenoclinus Smith, 1946
  - Pavoclinus Smith, 1946
  - Smithichthys Hubbs, 1952
  - Springeratus Shen, 1971
  - Xenopoclinus Smith, 1948
- Tribu Myxodini
  - Clinitrachus Swainson, 1839
  - Gibbonsia Cooper, 1864
  - Heterostichus Girard, 1854
  - Myxodes Cuvier, 1829
  - Ribeiroclinus Pinto, 1965
- Tribu Ophiclinini
  - Ophiclinops Whitley, 1932
  - Ophiclinus Castelnau, 1872
  - Peronedys Steindachner, 1883
  - Sticharium Günther, 1867

## Galerie

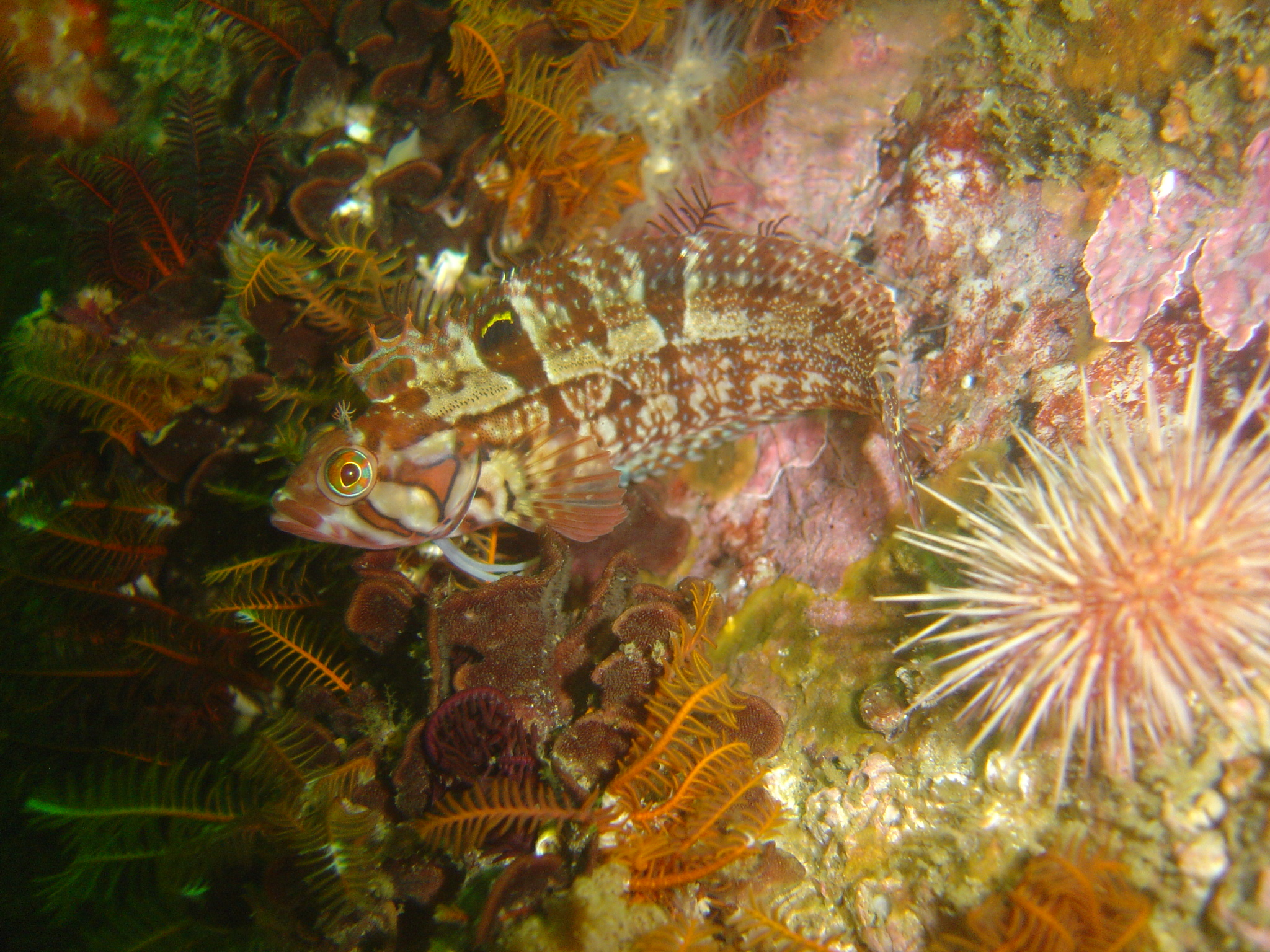
Clinus venustris
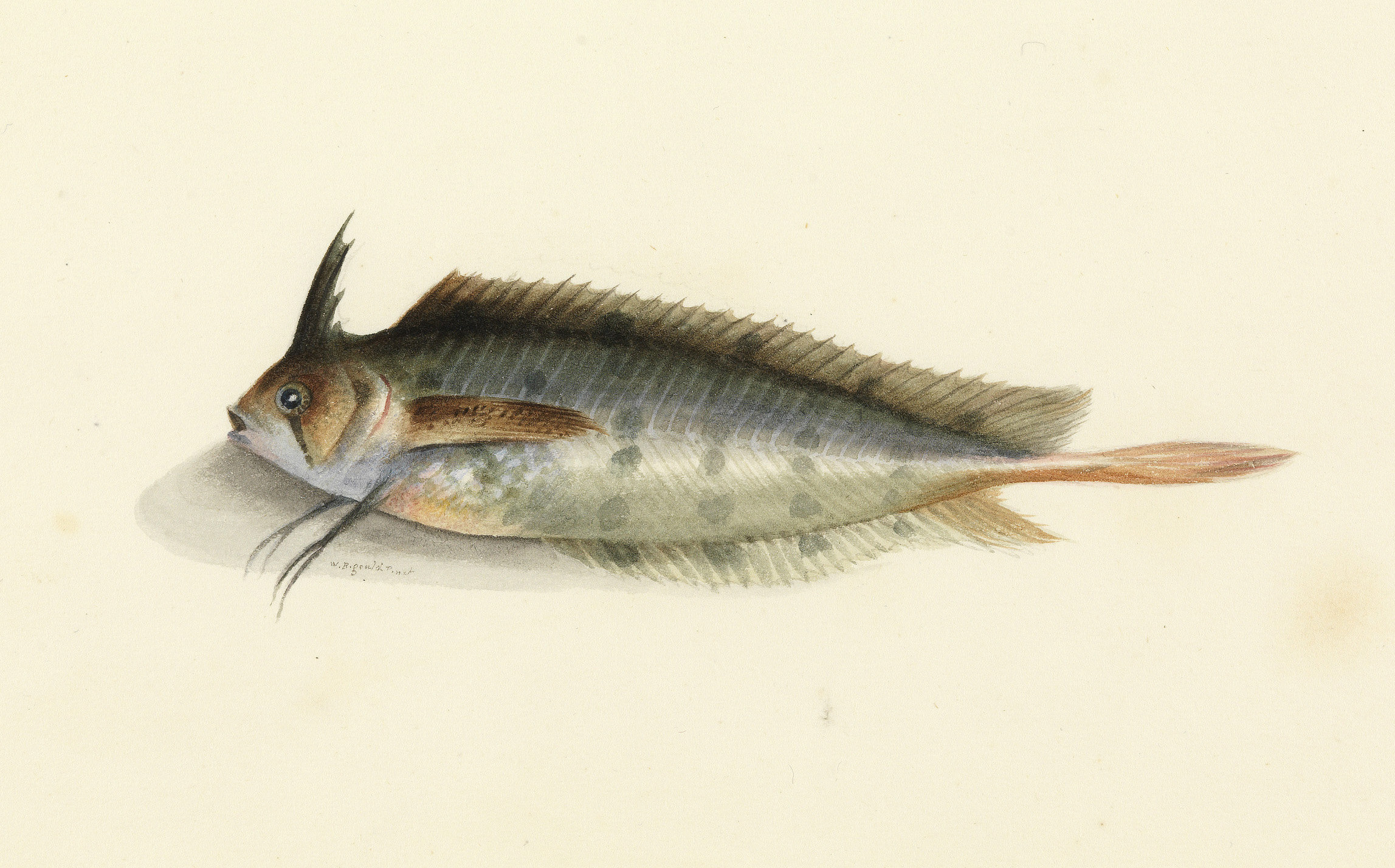
Cristiceps australis
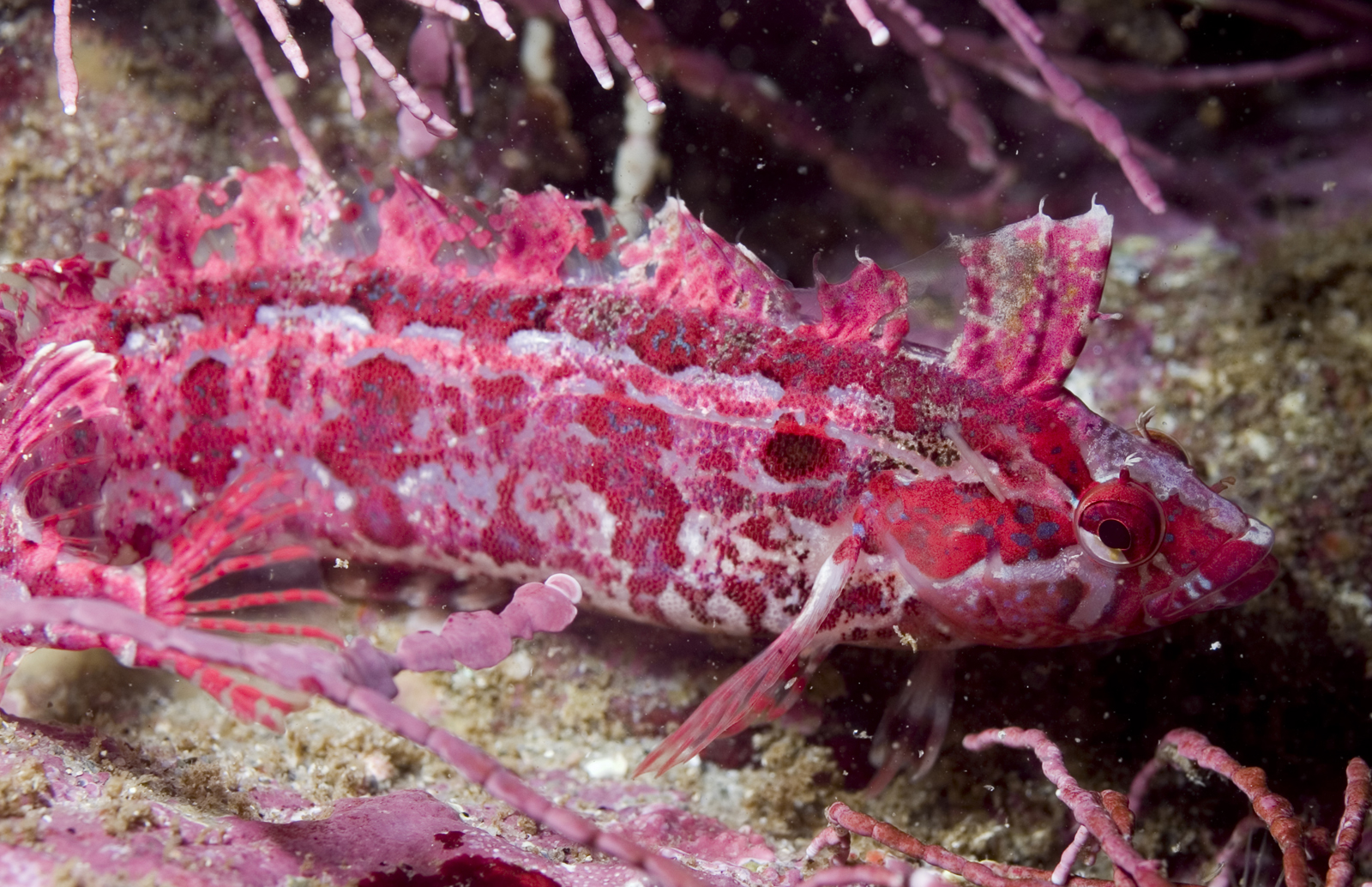
Gibbonsia montereyensis
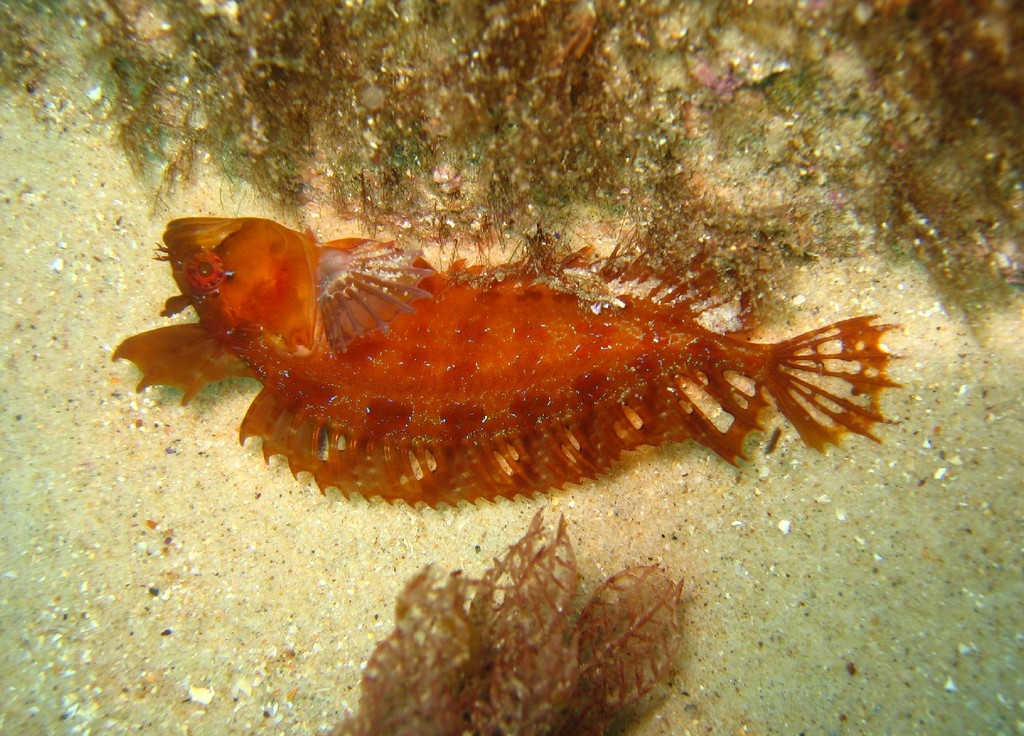
Heteroclinus roseus
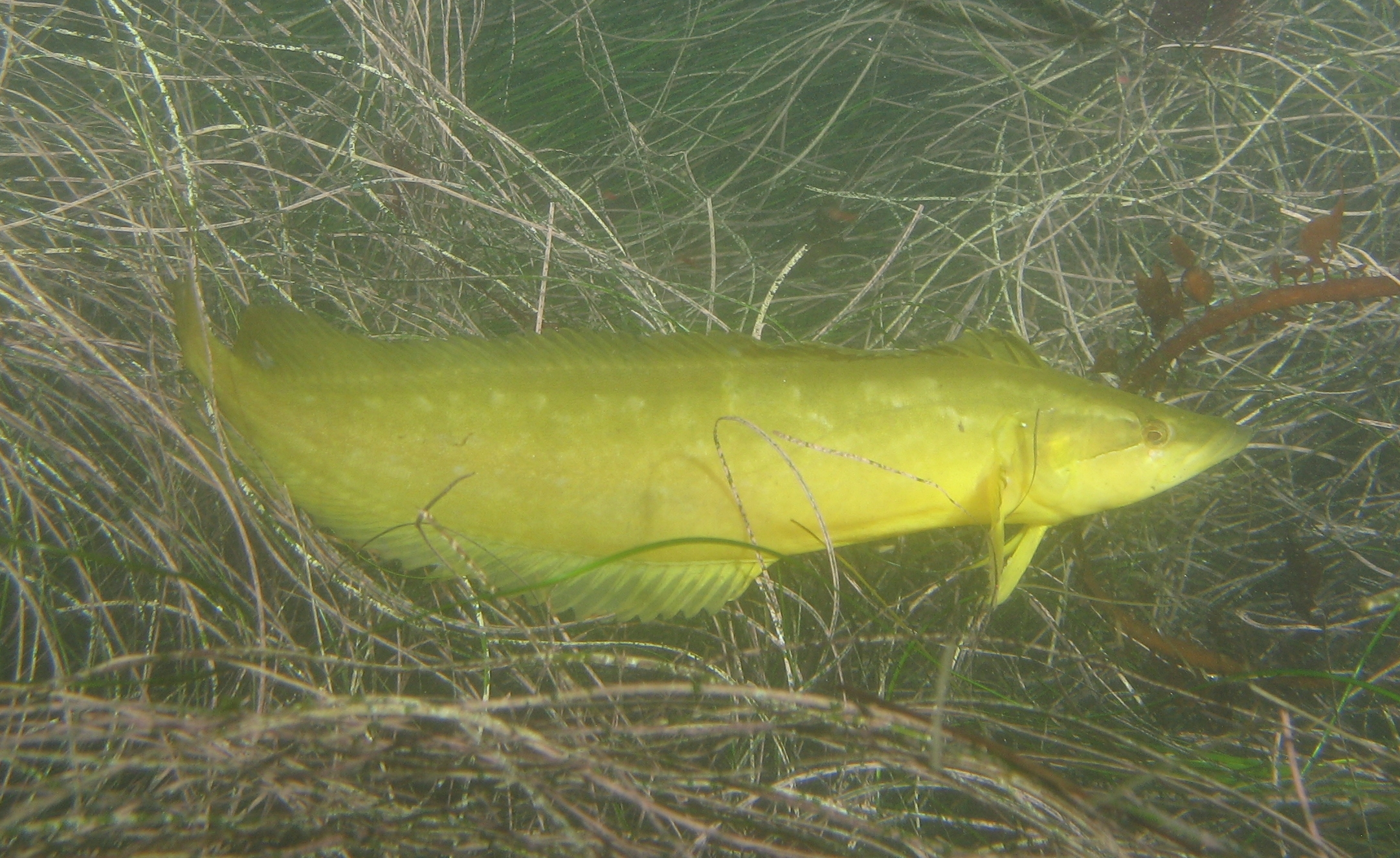
Heterostichus rostratus
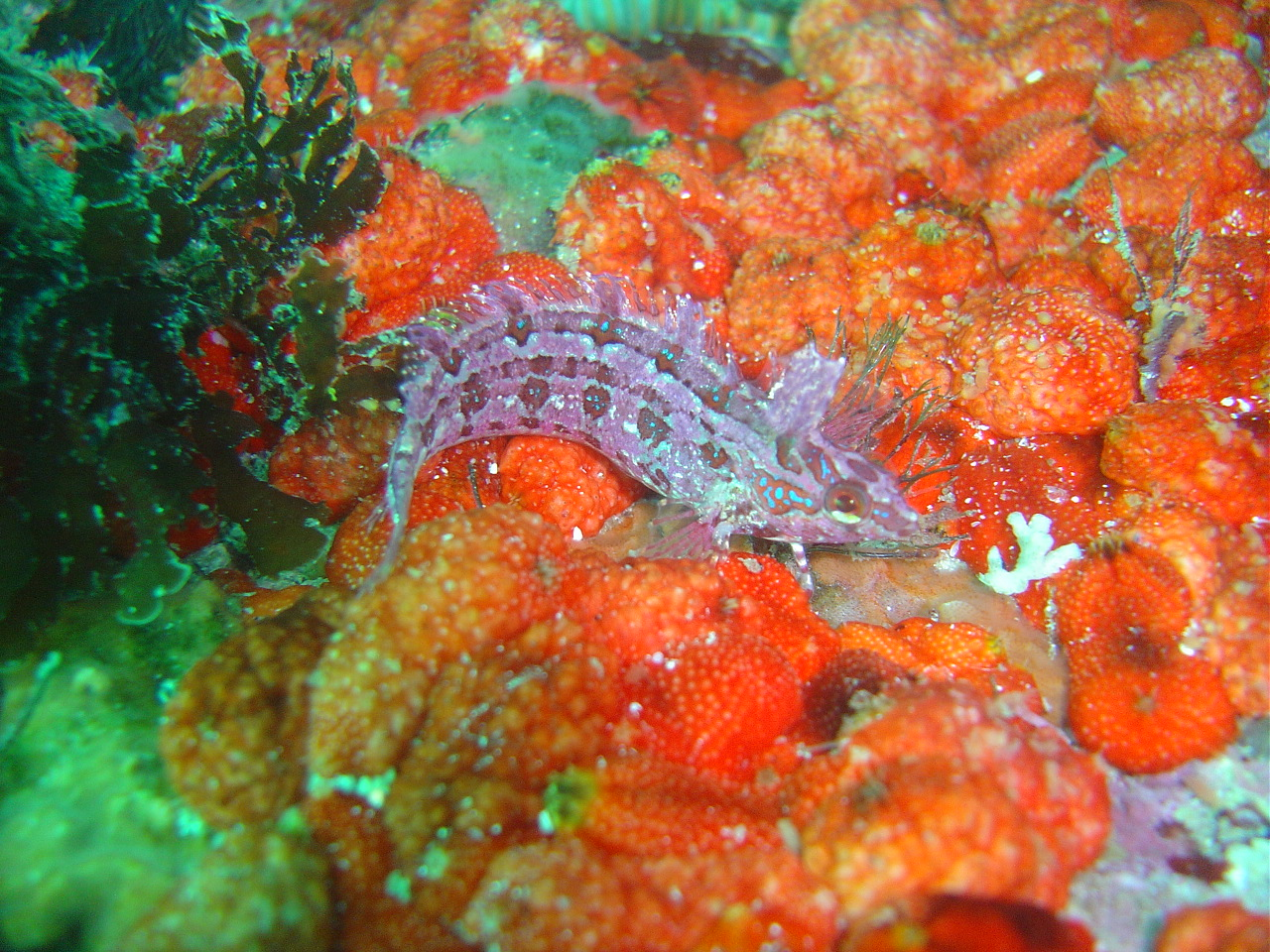
Pavoclinus caeruleopunctatus

## Classification
Le nom valide complet (avec auteur) de ce taxon est Clinidae Swainson, 1839.